# 四硫富瓦烯
四硫富瓦烯（英語：Tetrathiafulvalene，缩写：TTF），是富瓦烯的2,2'-位被硫原子替换后形成的有机硫化合物，化学分子式(H2C2S2C)2。它最早由Wudl在1970年合成，1972年发现其氯化物盐具高导电性，次年制得其TCNQ盐，并发现该盐的导电性在室温以下突然增加，在60K可达10^4 ohm^(-1) cm^(-1)，足以被称为“有机金属”。1979年又进一步发现以四硫富瓦烯为基础的Bechgaard盐[TMTSF]2X（X为PF6-,AsF6-）为首个制得的分子超导体，使得人们对这一领域产生极大兴趣。超过10,000个科学出版物讨论TTF及其衍生物。
四硫富瓦烯虽然看上去是14π的平面系统，但缺乏环状共轭，所以不具芳香性。它可被氧化为自由基阳离子及双阳离子，均是热力学稳定和具芳香性的物种，氧化反应分步且可逆。四硫富瓦烯是强π电子供体，与受体如TCNQ形成的盐类是分子导体的典型代表，此类盐具高各向异性的导电性。

## 参看
- Bechgaard盐
- 三亚甲基四硫富瓦烯二硫醇盐（英语：Trimethylenetetrathiafulvalenedithiolate）